# Hummelstown
Hummelstown ist ein Borough im Dauphin County im US-Bundesstaat Pennsylvania und liegt am Monongahela River. Das U.S. Census Bureau hat bei der Volkszählung 2020 eine Einwohnerzahl von 4.544 auf einer Fläche von 3,4 km² ermittelt. Sie ist Teil der Metropolregion von Harrisburg. Es liegt zentral zwischen Harrisburg und Hershey, was es zu einem häufigen touristischen Zwischenziel macht. Es hat viele Geschäfte und Läden, die darauf ausgelegt sind, von den Touristen, die durch die Stadt fahren, zu profitieren. 

## Geschichte
Hummelstown wurde 1762 von zwei Deutschen, Frederick und Rosina Hummel, als Fredrickstown gegründet. Sie kauften das Land für 200 Pfund Sterling und teilten das Gebiet in Bauplätze auf, die an deutsche Siedler verkauft wurden. In der Mitte des 19. Jahrhunderts war der Union Canal entlang des Swatara Creek ein wichtiger Faktor für die Entwicklung der lokalen Wirtschaft, der Handel und Transport förderte.
Die Lebanon Valley Railroad kam 1858 an. Dies brachte viele Arbeitsplätze in der Steinmetz- und Werftindustrie mit sich und erleichterte die Gründung der Hummelstown Brownstone Company, die zum führenden Arbeitgeber der Einwohner von Hummelstown wurde. Die Firma baute von 1867 bis 1929 in ihren Steinbrüchen Hummelstown-Braunstein ab. Das Unternehmen war der größte Produzent von Braunstein an der Ostküste.

## Demografie
Nach einer Volkszählung von 2020 lebten in Hummelstown 4544 Menschen. Die Bevölkerung teilt sich 2019 auf in 90,8 % Weiße, 6,5 % Afroamerikaner, 1,6 % Asiaten und 2,5 % mit zwei oder mehr Ethnizitäten. Hispanics oder Latinos aller Ethnien machten 3,5 % der Bevölkerung aus. Das mittlere Haushaltseinkommen lag bei 60.336 US-Dollar und die Armutsquote bei 5,1 %.